# Jerry Lester
Jerry Lester (Chicago, Illinois, 1910. február 16. – Miami, Florida, 1995. március 23.) amerikai humorista, színész, énekes, illetve rádió-, TV- és színpadi előadóművész volt.

## Élete

### Származása, tanulmányai
Lester L. Goldberg néven született a lengyel bevándorló, később ismert zenekritikus James Tomarse „James Ormont” Goldberg és az amerikai Pauline Wolf fiaként 1910-ben az Illinois állambeli Chicagoban. Egy fiútestvére volt, Albert Francis Goldberg (1917-2002), aki Buddy Lester néven komikus volt.
Jerry Lester pályafutását balett-táncosként kezdte, azonban egy szalagszakadás megakasztotta karrierjét, így a színjátszás felé fordult. A középiskolát a Senn High School-ban(en), egyetemi tanulmányait pedig a Northwestern University-n(en) végezte. Nyaranta, szünidejében közép-nyugati kisvárosokban lépett föl.

### Pályája
Tanulmányai befejeztével zenés mulatókban és éjszakai klubokban lépett fel országszerte, majd varietéműsorokkal folytatta és fellépett néhány musicalben a Broadwayen (pl. „Beat the Band”, „Jackpot”), valamint hollywoodi filmekben, TV-sorozatokban és rádióműsorokban.
Jerry volt a házigazdája az első amerikai éjszakai TV-műsornak, mely bebizonyította ennek a műfajnak a létjogosultságát és amely olyan – ma is futó – műsorok beindulásához vezetett, mint amilyen a „The Tonight Show”, vagy a „Broadway Open House”, mely utóbbinak házigazdája is volt 1951 májusáig.
Az 1950-es évek további részében Jerry rendszeresen feltűnt a „Pantomime Quiz” televíziós vetélkedőben és olyan varieté-műsorokban, mint a „Saturday Night Dance Party”, illetve a „Cavalcade of Stars”. 1959-ben Los Angelesbe költözött és egy helyi éjszakai zenés-komikus varieté műsor házigazdája lett a KTTV televízióadón.
Az 1960-as években újra előtérbe került a színház és olyan fontos szerepekben tűnt fel, mint Pseudolus rabszolgája a Plautus színművei által ihletett „Különös dolog történt a fórum felé vezető úton” című musicalben, vagy éppen Seabee az 1969-es „South Pacific” musicalben.
Alzheimer-kór támadta meg szervezetét és 1985-ben visszavonult a szórakoztató ipartól.

### Magánélete
Kétszer nősült. 1934-ben vette el Ardelle Unger (1917-1960) táncosnőt, akitől három gyermeke született és akitől 1951-ben elvált. Gyermekei Judy T. Lester Stein (született: 1938. január 17.), Joan Lester Busler (született: 1939. szeptember 13.), és Jay D. Lester (született: 1941. december 31.). 1951-ben vette feleségül Alice Elgie Wall-t, aki mellett aztán 1995-ben bekövetkezett haláláig kitartott.

## Főbb filmszerepei
- Hardly Working (1980), Slats
- Smokey és a bandita 2. (1980), raktár őr
- …és megint dühbe jövünk (1978), Mike Firpo
- Li'l Abner (1967), Pappy Yokum
- The Rookie (1959), Jerry Mann
- Sleepytime Gal (1942), Downbeat
- Swing Hotel (1939), Comedian
- Arizona to Broadway (1933), Jimmy Dante

## További információ
- Jerry Lester a PORT.hu-n (magyarul)
- Jerry Lester az Internetes Szinkronadatbázisban (magyarul)
- Jerry Lester az Internet Movie Database-ben (angolul)
- Jerry Lester a Rotten Tomatoeson (angolul)